# Comuna Levadivka, Mîkolaiivka
Levadivka (în ucraineană Левадівка) este o comună în raionul Mîkolaiivka, regiunea Odesa, Ucraina, formată din satele Kahovka și Levadivka (reședința).

## Demografie
Componența lingvistică a comunei Levadivka
     Ucraineană (95,15%)
     Rusă (2,86%)
     Română (1,1%)
     Alte limbi (0,66%)
Conform recensământului din 2001, majoritatea populației comunei Levadivka era vorbitoare de ucraineană (95,15%), existând în minoritate și vorbitori de rusă (2,86%) și română (1,1%).